# Unnar Rúnarsson
Unnar Rúnarsson (* 29. Dezember 2002) ist ein isländischer Eishockeyspieler, der seit 2020 bei Skautafélag Akureyrar in der isländischen Eishockeyliga unter Vertrag steht.

## Karriere
Unnar Rúnarsson begann seine Karriere als Eishockeyspieler in Schweden bei Smedjebacken/Ludvika im Juniorenbereich. 2019 wechselte er zum Sollentuna HC, wo er ebenfalls im Juniorenbereich spielte. Seit 2020 spielt er bei Skautafélag Akureyrar in der isländischen Eishockeyliga. 2021 und 2022 wurde er mit seiner Mannschaft isländischer Meister.

### International
Unnar Rúnarsson spielte bereits als Jugendlicher für Island. Er nahm zunächst an der U18-Weltmeisterschaft 2018 in der Division II und nach dem Abstieg an der U18-Weltmeisterschaft 2019 in der Division III teil. Mit der U20-Auswahl der Isländer nahm er an den Weltmeisterschaften 2019 und 2020 in der Division III und 2021 in der Division II teil.
Sein Debüt in der Herren-Nationalmannschaft gab er als 19-Jähriger bei der Weltmeisterschaft 2022, als er mit den Isländern beim Heimturnier in Reykjavík von der B- in die A-Gruppe der Division II aufstieg. Dort spielte er dann bei den Weltmeisterschaften 2023 und 2024. Zudem vertrat er seine Farben bei der Olympiaqualifikation für die Winterspiele in Mailand 2026.

## Erfolge
- 2020 Aufstieg in die Division II, Gruppe B, bei der U20-Weltmeisterschaft der Division III
- 2021 Isländischer Meister mit Skautafélag Akureyrar
- 2022 Isländischer Meister mit Skautafélag Akureyrar
- 2022 Aufstieg in die Division II, Gruppe A, bei der Weltmeisterschaft der Division II, Gruppe B